# Wilson Reis
Wilson Reis (Januária, 6 de janeiro de 1985) é um lutador brasileiro de artes marciais mistas, e faixa preta em brazilian jiu-jitsu. Sua condecoração de jiu-jitsu foi recebida do instrutor Roberto Godoi. Ainda como faixa marrom, ele venceu a Jiu Jitsu World Championships de 2004. Lutou na EliteXC antes do fechamento da companhia.

## Início
Reis foi o primeiro e único vencedor da categoria dos Pesos Galo (Bantamweight) da EliteXC em 26 de setembro de 2007. Atualmente treina na Aka United na Pensilvânia e na Daddis Fight Camps em New Jersey & Filadélfia. Reis também ensina Jiu-Jitsu Brasileiro e No-Gi no Tri-State Martial Arts Academy em Levittown. Atualmente compete no UFC.

## Carreira
Em setembro de 2008, Reis derrotou Abel Cullum e venceu a categoria de até 63 quilos da EliteXC.
Em janeiro de 2009, foi anunciado que ele havia assinado com a Bellator Fighting Championships.
Wilson derrotou Henry Martinez em 10 de abril de 2009, na Bellator 2 no primeiro período da divisão de Pesos Penas. Sua primeira derrota ocorreu contra Joe Soto nas semi-finais da Bellator 6.
Reis estava marcado para fazer sua estréia no Japão na World Victory Road em Sengoku em 12 de março de 2010.  Entrementes, ele desistiu para participar da  segunda temporada do Bellator Fighting Championships.
Reis enfrentou Deividas Taurosevičius em 21 de outubro de 2010 na Bellator 33.  Ele venceu a luta por Decisão.

### Ultimate Fighting Championship
Reis foi contratado pelo UFC para substituir Johnny Bedford contra Hugo Viana em 4 de Setembro de 2013 no UFC Fight Night: Teixeira vs. Bader, porém, dias antes do evento Viana sofreu uma lesão no joelho e Reis foi retirado do card.
Reis substituiu Norifumi Yamamoto em 21 de Setembro de 2013 no UFC 165, contra Ivan Menjivar. Ele usou seu jogo de chão para dominar seu adversário e vencer por Decisão Unânime.
Reis enfrentou Iuri Alcântara em 15 de Fevereiro de 2014 no UFC Fight Night: Machida vs. Mousasi. Ele perdeu por uma apertada decisão dividida.
Reis foi brevemente ligado à uma luta contra Pedro Munhoz em 31 de Maio de 2014 no UFC Fight Night: Dos Santos vs. Miocic. Mas, foi retirado da luta pela promoção.
Reis era esperado para estrear na divisão dos Moscas (até 57kg) contra Tim Elliott em 23 de Agosto de 2014 no UFC Fight Night: Henderson vs. dos Anjos, no entanto, uma lesão tirou Elliott do combate. Reis então enfrentou Joby Sanchez e após quase ser nocauteado em duas oportunidades no segundo round, o derrotou por decisão unânime.
Na sua segunda luta no peso, Wilson enfrentou Scott Jorgensen em 25 de Outubro de 2014 no UFC 179 e o derrotou por finalização com um belo triângulo de braço no primeiro round.
Wilson enfrentou Jussier Formiga em 30 de Maio de 2015 no UFC Fight Night: Condit vs. Alves e foi derrotado por decisão unânime.
Wilson enfrentou Dustin Ortiz em 30 de Janeiro de 2016 no UFC on Fox: Johnson vs. Bader e venceu por decisão unânime. Ao final, declarou congratulações a sua cidade natal, Januária/MG.
Reis enfrentaria o campeão Demetrious Johnson em 30 de Julho de 2016 no UFC 201:  Lawler vs. Woodley. No entanto, segundo a organização o campeão havia sofrido uma lesão e foi forçado a ser retirado do card. Sendo assim, o campeão foi substituído pelo estreante Hector Sandoval. Reis venceu o combate por finalização mata-leão no primeiro round.

## Cartel no MMA
| Cartel no MMA   |             |             |
| 33 lutas        | 23 vitórias | 10 derrotas |
| Por nocaute     | 0           | 4           |
| Por finalização | 10          | 1           |
| Por decisão     | 13          | 5           |

| Res.    | Cartel | Oponente               | Método                             | Evento                                   | Data       | Round | Tempo | Local                          | Notas                                                |
| ------- | ------ | ---------------------- | ---------------------------------- | ---------------------------------------- | ---------- | ----- | ----- | ------------------------------ | ---------------------------------------------------- |
| Derrota | 23-10  | Alexandre Pantoja      | Nocaute Técnico (socos)            | UFC 236: Holloway vs. Poirier 2          | 13/04/2019 | 1     | 2:58  | Atlanta, Geórgia               |                                                      |
| Vitória | 23-9   | Ben Nguyen             | Decisão (unânime)                  | UFC Fight Night: dos Santos vs. Tuivasa  | 01/12/2018 | 3     | 5:00  | Adelaide                       |                                                      |
| Derrota | 22-9   | John Moraga            | Decisão (unânime)                  | UFC on Fox: Poirier vs. Gaethje          | 14/04/2018 | 3     | 5:00  | Glendale, Arizona              |                                                      |
| Derrota | 22-8   | Henry Cejudo           | Nocaute (socos)                    | UFC 215: Nunes vs. Shevchenko II         | 09/09/2017 | 2     | 0:25  | Edmonton, Alberta              |                                                      |
| Derrota | 22-7   | Demetrious Johnson     | Finalização (chave de braço)       | UFC on Fox: Johnson vs. Reis             | 15/04/2017 | 3     | 4:49  | Kansas City, Missouri          | Pelo Cinturão Peso Mosca do UFC.                     |
| Vitória | 22-6   | Ulka Sasaki            | Decisão (unânime)                  | UFC 208: Holm vs. de Randaime            | 11/02/2017 | 3     | 5:00  | Nova York, Nova York           |                                                      |
| Vitória | 21-6   | Hector Sandoval        | Finalização (mata leão)            | UFC 201: Lawler vs. Woodley              | 30/07/2016 | 1     | 1:49  | Atlanta, Geórgia               |                                                      |
| Vitória | 20-6   | Dustin Ortiz           | Decisão (unânime)                  | UFC on Fox: Johnson vs. Bader            | 30/01/2016 | 3     | 5:00  | Newark, Nova Jersey            |                                                      |
| Derrota | 19-6   | Jussier Formiga        | Decisão (unânime)                  | UFC Fight Night: Condit vs. Alves        | 30/05/2015 | 3     | 5:00  | Goiânia, Goiás                 |                                                      |
| Vitória | 19-5   | Scott Jorgensen        | Finalização (triângulo de braço)   | UFC 179: Aldo vs. Mendes II              | 25/10/2014 | 1     | 3:28  | Rio de Janeiro                 |                                                      |
| Vitória | 18-5   | Joby Sanchez           | Decisão (unânime)                  | UFC Fight Night: Henderson vs. dos Anjos | 23/08/2014 | 3     | 5:00  | Tulsa, Oklahoma                | Estréia nos Moscas.                                  |
| Derrota | 17-5   | Iuri Alcântara         | Decisão (dividida)                 | UFC Fight Night: Machida vs. Mousasi     | 15/02/2014 | 3     | 5:00  | Jaraguá do Sul, Santa Catarina |                                                      |
| Vitória | 17-4   | Ivan Menjivar          | Decisão (unânime)                  | UFC 165: Jones vs. Gustafsson            | 21/09/2013 | 3     | 5:00  | Toronto, Ontário               | Estreia no UFC.                                      |
| Vitória | 16-4   | Owen Roddy             | Finalização (mata-leão)            | Cage Warriors 50                         | 08/12/2012 | 3     | 1:38  | Glasgow                        |                                                      |
| Vitória | 15-4   | Billy Vaughan          | Finalização (triângulo de braço)   | Matrix Fights 7                          | 26/10/2012 | 1     | 3:28  | Filadélfia, Pensilvânia        |                                                      |
| Vitória | 14-4   | Cody Stevens           | Decisão (unânime)                  | Matrix Fights 6                          | 13/07/2012 | 3     | 5:00  | Filadélfia, Pensilvânia        |                                                      |
| Vitória | 13-4   | Bruno Menezas          | Finalização (mata-leão)            | WFE 11 - Platinum                        | 16/12/2011 | 1     | 3:20  | Salvador, Bahia                | Ganhou o Título Peso Galo do WFE                     |
| Derrota | 12-4   | Eduardo Dantas         | Nocaute (joelhada voadora e socos) | Bellator 51                              | 24/09/2011 | 2     | 1:02  | Canton, Ohio                   | Quartas de Final do Torneio de Galos da 5ª Temporada |
| Derrota | 12-3   | Patricio Freire        | Nocaute (socos)                    | Bellator 41                              | 16/04/2011 | 3     | 3:29  | Yuma, Arizona                  | Semifinal do Torneio de Penas da 4ª Temporada        |
| Vitória | 12-2   | Zac George             | Finalização (mata-leão)            | Bellator 37                              | 19/03/2011 | 1     | 2:09  | Concho, Oklahoma               | Quartas de Final do Torneio de Penas da 4ª Temporada |
| Vitória | 11-2   | Deividas Taurosevičius | Decisão (dividida)                 | Bellator 33                              | 21/10/2010 | 3     | 5:00  | Filadélfia, Pensilvânia        |                                                      |
| Derrota | 10-2   | Patricio Freire        | Decisão (unânime)                  | Bellator 18                              | 13/05/2010 | 3     | 5:00  | Monroe, Luisiana               | Semifinal do Torneio de Penas da 2ª Temporada        |
| Vitória | 10-1   | Shad Lierley           | Finalização (mata-leão)            | Bellator 14                              | 15/04/2010 | 3     | 3:33  | Hollywood, Flórida             | Quartas de Final do Torneio de Penas da 2ª Temporada |
| Vitória | 9-1    | Dwayne Shelton         | Decisão (unânime)                  | Locked in the Cage 1                     | 20/11/2009 | 3     | 5:00  | Filadélfia, Pensilvânia        | Ganhou o Título Peso Pena do Extreme Force           |
| Vitória | 8-1    | Roberto Vargas         | Decisão (dividida)                 | Bellator 10                              | 05/06/2009 | 3     | 5:00  | Ontário, Califórnia            |                                                      |
| Derrota | 7-1    | Joe Soto               | Decisão (unânime)                  | Bellator 6                               | 08/05/2009 | 3     | 5:00  | Robstown, Texas                | Semifinal do Torneio de Penas da 1ª Temporada        |
| Vitória | 7-0    | Henry Martinez         | Decisão (unânime)                  | Bellator 2                               | 10/04/2009 | 3     | 5:00  | Uncasville, Connecticut        | Quartas de Final do Torneio de Penas da 1ª Temporada |
| Vitória | 6-0    | Abel Cullum            | Decisão (unânime)                  | ShoXC 8                                  | 26/09/2008 | 5     | 5:00  | Santa Ynez, Califórnia         | Ganhou o Título Inaugural Peso Galo do Elite XC      |
| Vitória | 5-0    | Bryan Caraway          | Decisão (unânime)                  | EliteXC: Unfinished Business             | 26/07/2008 | 3     | 5:00  | Stockton, Califórnia           |                                                      |
| Vitória | 4-0    | Justin Robbins         | Finalização (mata-leão)            | EliteXC: Primetime                       | 31/05/2008 | 1     | 4:06  | Newark, Nova Jersey            |                                                      |
| Vitória | 3-0    | Zach Makovsky          | Finalização (triângulo)            | ShoXC: Alvarez vs. Ebanez                | 25/01/2008 | 2     | 1:15  | Atlantic City, Nova Jersey     |                                                      |
| Vitória | 2-0    | Diego Jimenez          | Finalização (mata-leão)            | Combat in the Cage                       | 06/10/2007 | 1     | 2:00  | Trenton, Nova Jersey           |                                                      |
| Vitória | 1-0    | Shigeyasu Baba         | Decisão (unânime)                  | Extreme Challenge 81                     | 28/07/2007 | 3     | 5:00  | West Orange, Nova Jersey       |                                                      |